# András Kenessei

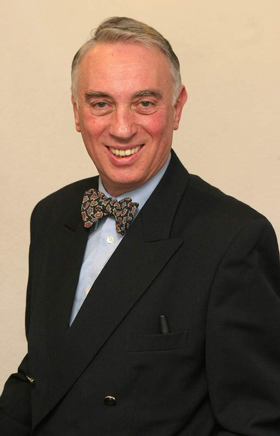
András Kenessei

András Kenessei (* 12. Januar 1942 in Budapest) ist ein ungarischer Kunsthistoriker, Schriftsteller und Journalist.

## Leben
Nach dem Abitur 1960 am K. F. Gymnasium arbeitete er zwei Jahre, danach wurde er an der Geisteswissenschaftlichen Fakultät der Eötvös-Loránd-Universität Budapest zugelassen und machte seinen Abschluss 1967 in ungarischer Sprache, Literatur, Grammatik- und Kunstgeschichte.
Ab 1964 publizierte er Artikel, Kritiken und Kunstrezensionen in Fachzeitschriften, Tages- und Wochenzeitungen (Budapester Rundschau, Élet és Irodalom, Művészet, Népszabadság, Ország-Világ, Rakéta Regényújság, Tükör und Új Tükör). Ab 1966 veröffentlichte er belletristische Werke.
Seine Diplomarbeit verfasste er über den eklektizistischen Bau der Sugárút (deutsch = Strahlweg), heute Andrássy út, eine ungarische Prachtstraße. Sein Interesse für die ungarische und internationale Architektur war auch später ungebrochen.
Nach seinem Abschluss bestritt er seinen Unterhalt mehrere Jahre lang freiberuflich und lebte vom Ertrag seiner Schriften. In der Zwischenzeit arbeitete er als Praktikant in der Redaktion des Magvető-Verlags sowie als Journalist und Produzent von Prosa- und Jazzplatten bei der Plattenfirma Hungaroton.

### Journalistische Tätigkeit
Von Sommer 1977 an war er zunächst Mitarbeiter, dann stellvertretender Abteilungsleiter und Hauptmitarbeiter für Kultur und Außenpolitik der ungarischen Tageszeitung Magyar Hírlap. Seine Arbeiten beschäftigten sich in erster Linie mit bildender Kunst und Tanz (Ballett, Volkstanz). Nach seinen zahlreichen Theaterkritiken bat ihn László Seregi, der Ballettdirektor und Choreograph der Ungarischen Staatsoper, Texte für Programmhefte von Balletten nach Shakespeare-Stücken zu schreiben.
Ab 1980 arbeitete er als externer Mitarbeiter in den Kultursendungen des ungarischen Radios, in erster Linie bei der kulturkritischen Sendung Láttuk, Hallottuk unter der Leitung von András Kepes.
Für die Magyar Hírlap schrieb er zahlreiche Artikel, Rezensionen, Berichte sowie Kritiken über Filme, Theater, Musikproduktionen, Radio- und Fernsehsendungen und führte Interviews. In der letzten Phase seiner Laufbahn als Journalist interessierte er sich zunehmend für den ökonomischen Aspekt von Kunst und Kultur, für den ungarischen und internationalen Kunsthandel sowie für die Börse.
Ab 1986 arbeitete er als externer Mitarbeiter bei zahlreichen kulturellen Produktionen mit ungarischen und internationalen Persönlichkeiten der Kultur- und Kunstszene für die Sendung Tv-Hiradó beim ungarischen Fernsehen unter der Leitung von Endre Aczél.
Im ungarischen Radio lief 1987 das Hörspiel Terézvárosi hazugság (Regisseur: Sándor Pós) und das ungarische Fernsehen zeigte 1991 einen Spielfilm, der seinem Familienroman Százezer ős (Hunderttausend Ahnen) nachempfunden wurde (Regisseur: Erika Szántó).
Ab 1989 beschäftigte er sich mit Kunsthandel und Kunsthandelskommunikation. Er schrieb zahlreiche Artikel, Essays, Berichte und Kritiken zum Thema Kunst und Kunsthandel für die Magyar Hírlap, Világgazdaság (Zöld Újság) und die Népszabadság, womit er ein neues Genre in der ungarischen Presselandschaft geschaffen hat. In diesem Jahr ersuchte ihn KISOSZ (Staatlicher Bund der Einzelhändler), sich als Vortragenden für den ersten öffentlichen Lehrgang für Kunsthändler als Kunsthistoriker zur Verfügung zu stellen und das dazugehörige Kursbuch zu schreiben.
Von 1991 bis 2009 war er Herausgeber und Redakteur der ungarischen kunsthistorischen Zeitschrift mit dem Titel Műtárgy, Régiség (Kunstobjekte, Antiquitäten). Die Gründung der Zeitschrift fiel auf den gleichen Tag der Sotheby’s-Konferenz in Budapest, die mit der Hilfe der damaligen Leiterin des Büros des weltberühmten Auktionshauses in Budapest, Soraya Gräfin von Stubenberg, im Fészek Művészklub organisiert und veranstaltet wurde. Bei dieser Konferenz hielten sechs Abteilungsleiter von Sotheby’s Vorträge für die ungarischen Kunsthändler.
Ab 1998 war er Redakteur und Moderator des Fernsehmagazins mit dem Titel Licit und gleichzeitig ab der Jahrtausendwende Leiter der Kunsthandel-Kolumne im Ungarischen Radio mit dem Titel Chaplin kalapja (dt. Chaplins Hut) (Redakteur: János Simkó) und Mitarbeiter der Sendung Tőzsdevilág (Börsenwelt).
Seit dem Jahr 2000 lebt er in Wien und Budapest, organisiert mit seiner Lebensgefährtin, der Österreicherin Katalin Herscovici, Ausstellungen zeitgenössischer ungarischer Maler in Österreich und Ungarn.
2014 war er Mitglied der Pacsirta Rádió Programmgestaltungs-Gesellschaft.

## Familie
András Kenessei ist der Sohn von Tibor Kenessei und Ilona Szűcs; er hat einen Sohn.

## Bücher
- Esős szeptember (dt. Regnerischer September) (Albatrosz, Magvető Könyvkiadó, 1969, Budapest) – unter dem Künstlernamen Albert Harald
- Történetek és kitalálások (dt. Realistische und erfundene Geschichten) Novellen (Szépirodalmi Könyvkiadó, Budapest, 1972.)
- Szeretők ideje (dt. Zeit der Liebhaber) Roman (Móra Kozmosz Könyvkiadó, Budapest, 1979.)
- A nyomozást abbahagyni! (dt. Untersuchungen einstellen) Roman (Helikon, Budapest, 1981.)
- Szakíts, ha bírsz (dt. Mach Schluss, wenn du kannst) Roman (Móra Kozmosz Könyvkiadó Budapest, 1986.)
- Lengőlábú Olivér (dt. Oliver mit schunkelnden Beinen) Märchen (Officina Nova, Budapest, 1988)
- Százezer ős (dt. Hunderttausend Ahnen) Familienroman (Szépirodalmi Könyvkiadó, Budapest, 1989.)
- Az átkozott lehetőség (dt. Die verfluchte Möglichkeit) Science-fiction-Roman (Móra, Galakitka Könyvek, Budapest, 1989.) – unter dem Künstlernamen Hank Jeff
- Művészettörténet dióhéjban (dt. Kunstgeschichte kurz und knapp) Lehrbuch (KISOSZ, Budapest, 1990)
- Őszinte részvényem, avagy Hogyan tőzsdézzünk? Ökonomischer Essayband über die Börse (PuttoPress, Budapest, 2004.)

## Weitere Schriften und Werke
- Ötvenezer arany (dt. Fünfzigtausend Goldstücke) Theaterstück (Színház, Beilage 1986. Dezember)
- Terézvárosi hazugság (Hörspiel, Magyar Rádió, 1987)
- Százezer ős (dt. Hunderttausend Ahnen) (Fernsehfilm, Magyar Televízió Kanal 1, 1991)
- Raondaoh – Galaktika XXVIII. Staffel 2007. Dezember
- Sötétben – Galaktika XXXVI. Staffel, 2015. Mai.